# Cavour (Torino)
Cavour település Olaszországban, Lombardia régióban, Torino megyében. Lakosainak száma 5425 fő (2023. január 1.). Cavour Bagnolo Piemonte, Barge, Bibiana, Bricherasio, Campiglione-Fenile, Garzigliana, Macello, Vigone és Villafranca Piemonte községekkel határos.

## Népesség
A település népességének változása:
| Lakosok száma | 5498 | 5492 | 5492 | 5425 |
|               | 2017 | 2018 | 2019 | 2023 |